# The Boys in the Boat (filme)
The Boys in the Boat (bra: Remando para o Ouro) é um filme biográfico americano de drama esportivo de 2023, produzido e dirigido por George Clooney a partir de um roteiro de Mark L. Smith, baseado no livro homônimo de 2013, de Daniel James Brown. O filme acompanha a equipe de remo da Universidade de Washington, e sua busca para competir nos Jogos Olímpicos de Verão de 1936. É estrelado por Joel Edgerton como o treinador Al Ulbrickson Sr., e Callum Turner como o remador Joe Rantz.
The Boys in the Boat teve sua estreia mundial em Los Angeles em 11 de dezembro de 2023, e foi lançado nos cinemas pela Amazon MGM Studios Distribution nos Estados Unidos em 25 de dezembro. Arrecadou US$ 55 milhões e recebeu críticas mistas da crítica.

## Sinopse
O idoso Joe Rantz observa seu neto remando em um barco de fibra de vidro, lembrando-se de seus gloriosos dias de remo. Em 1936, o jovem Joe Rantz é um pobre estudante de engenharia da Universidade de Washington (UW), vivendo em um carro abandonado e comendo comida enlatada, sem emprego e com mensalidades a vencer em duas semanas. O colega estudante Roger Morris diz a Joe que a equipe de remo 8+ vem com empregos e hospedagem. Apesar de não serem remadores, eles fazem parte do time universitário júnior (JV) da UW em um ano especial para o treinador Al Ulbrickson, que está sob pressão para vencer o rival Cal e chegar às Olimpíadas de 1936. Joe e Roger estão felizes por ter um dormitório e comida constante, e ficam felizes em limpar o chão para pagar as mensalidades. Joe começa a namorar Joyce e admite ao construtor de barcos de corrida George Pocock que está sozinho desde que seu pai o abandonou aos quatorze anos.
As equipes JV e universitária 8+ treinam juntas, tentando sincronizar seu "giro" de remo com um ritmo rápido. O treinador Al teme que sua equipe universitária não seja rápida o suficiente para as Olimpíadas, e que os JVs sejam forte, mas inexperientes. Por sugestão de George, Al traz de volta Bobby Moch, o timoneiro experiente, mas teimoso, alertando-o para seguir as ordens sobre os JVs ou ele estará fora. Na regata da Costa do Pacífico no Lago Washington, UW e Cal correm duas milhas na frente de 100 mil fãs. O treinador Al quer que o barco JV mantenha um ritmo constante, esperando que os JVs da Cal estraguem tudo, mas Bobby exige um ritmo rápido e consegue uma vitória recorde do percurso, surpreendendo Al. Os remadores tornam-se estrelas do campus.
Antes das quatro milhas da regata de Poughkeepsie em Nova Iorque, por uma vaga nas Olimpíadas, Al arrisca seu emprego ao promover os JVs acima de seu experiente barco universitário. Depois que Joe vê seu pai há muito perdido em Seattle, ele tem um desempenho ruim no treino de Nova Iorque e é eliminado. Joe faz as malas para ir embora, mas George Pocock diz a ele para não desistir como seu pai. Joe reconsidera e concorda com Al que tudo se resume ao barco, a única coisa que ele tem. No dia da corrida, Al diz a Bobby para começar devagar e deixar os outros barcos se cansarem, depois acelerar no meio da corrida para 35 braçadas por minuto. Bobby começa aos 28 e se mantém até o meio da corrida, depois consegue 36, com uma finalização de 40 braçadas para levar a inexperiente UW a perturbar a Marinha, Cal, e outras escolas privilegiadas do leste.
O Comitê Olímpico dos Estados Unidos está com poucos fundos, então a UW precisa arrecadar US$ 5.000 para pagar sua viagem, caso contrário, um time mais rico irá. A equipe e a comunidade arrecadam o dinheiro em uma semana e embarcam para Berlim. Na Alemanha Nazista, o remador Don Hume, do oitavo assento, adoece imediatamente. Na cerimônia de abertura, Roger manda Jesse Owens mostrar aos alemães que ele é o cara mais rápido do mundo. Owens responde, "não aos alemães, para o pessoal de casa". A equipe então estabelece um recorde olímpico nas eliminatórias, mas isso prejudica Hume. Al protesta contras as atribuições da pista final, mas percebe que terá águas calmas no final, então pede uma largada rápida para ficar perto do grande time alemão, depois um grande chute para finalizar. Adolf Hitler comparece às finais esperando que sua equipe 8+ complete a conquista da medalha de ouro alemã nas provas de remo. Bobby não consegue ouvir o tiro de largada da prova final e começa mal, com Hume lutando cedo; no entanto, Bobby convence Hume e a equipe a 42 braçadas por minuto para chegar ao alcance e, em seguida, pede 46 com 300 metros restantes. Os Estados Unidos ganham o ouro em uma finalização fotográfica sobre a Itália e a Alemanha, para júbilo da equipe e para grande desgosto de Hitler. O idoso Joe sai de seu devaneio e diz ao neto que sua equipe de oito homens sempre foi um só.

## Elenco
- Joel Edgerton como Al Ulbrickson, treinador de remo da Universidade de Washington[6]
- Callum Turner como Joe Rantz, um remador da Universidade de Washington[7]
- Peter Guinness[8] como George Yeomans Pocock
- Jack Mulhern como [9] Don Hume
- James Wolk como assistente técnico Tom Bolles[10]
- Hadley Robinson[9] como Joyce Simdars, namorada e mais tarde esposa de Joe Rantz
- Courtney Henggeler como Hazel Ulbrickson[6]
- Chris Diamantopoulos[11] como Royal Brougham
- Sam Strike[9] como Roger Morris
- Alec Newman[12] como pai de Joe, Harry Rantz
- Luke Slattery[9] como Bobby Moch
- Thomas Elms[9] como Chuck Day
- Thomas Stephen Varey[9] como Johnny White
- Bruce Herbelin-Earle[9] como Shorty Hunt
- Wil Coban[9] como Jim McMillin
- Joel Phillimore como Gordy Adam
- Edward Baker-Duly como membro do comitê da UW Benjamin Billings
- Jack Staddon como Bo Billings
- Adrian Lukis como Jay Ellis
- Glenn Wrage como treinador da Cal Ky Ebright
- Dominic Tighe como assistente do treinador Brown
- Jyuddah Jaymes como Jesse Owens
- Jacob James Beswick como Harvey Love
- Frankie Fox como Glenn Morry
- Sam Douglas como Presidente Henry Burke
- Robert Morgan como Professor Stone
- Andrew Bridgmont como Heinrich Pauli
- Daniel Philpott como Hitler
- Nicholas Cass-Beggs como treinador alemão
- David Stoller como Lumber Foreman
- Ian McElhinney como Joe Rantz idoso
- Austin Haynes como neto de Joe

## Produção

### Desenvolvimento
Em março de 2011, a The Weinstein Company adquiriu preventivamente os direitos de adaptação cinematográfica do livro de Daniel James Brown, com Kenneth Branagh definido para dirigir e Donna Gigliotti e Judy Hofflund como produtores. Em outubro de 2018, a Lantern Entertainment, que adquiriu os ativos da The Weinstein Company, contratou a Metro-Goldwyn-Mayer Pictures para distribuir o filme em todo o mundo. Em março de 2020, foi anunciado que George Clooney dirigiria e produziria com Grant Heslov, e Mark L. Smith escreveria o roteiro.

### Escalação do elenco
Em novembro de 2021, foi anunciado que Callum Turner interpretaria Joe Rantz. Em fevereiro de 2022, o elenco adicional foi anunciado, com Joel Edgerton e Hadley Robinson entre as adições. Courtney Henggeler e James Wolk ingressariam em março, e Chris Diamantopoulos ingressaria em abril.

### Filmagens
A fotografia principal começou em março de 2022, e deveria acontecer no Winnersh Film Studios em Berkshire, bem como em Los Angeles e Berlim. Os Jogos Olímpicos de Verão de 1936 e as cenas ao redor da casa de barcos da Universidade de Washington foram filmadas nos lagos Cleveland, no Parque Aquático Cotswold, perto de Swindon (Reino Unido), com cenas adicionais filmadas no Molesey Boat Club, e no Pinewood Studios. Membros de vários clubes náuticos da região, como St Hugh's Boat Club, Merton College Boat Club, The Queen's College Boat Club, Walbrook Rowing Club e Oriel College Boat Club da Universidade de Oxford, foram recrutados como remadores para várias equipes nacionais nas Olimpíadas.[carece de fontes?]

### Música
A trilha sonora do filme foi composta por Alexandre Desplat. A trilha sonora foi lançada pela Sony Classical em 22 de dezembro de 2023.

## Lançamento
The Boys in the Boat foi exibido pela primeira vez no reaberto SIFF Cinema Downtown em Seattle, em 7 de dezembro de 2023. A exibição contou com a presença de vários estudantes de Sequim, Washington, de onde Joe Rantz era natural. Essa exibição foi seguida pela estreia mundial oficial do filme no Samuel Goldwyn Theater em Los Angeles, em 11 de dezembro de 2023.
Foi lançado pela Amazon MGM Studios em 25 de dezembro de 2023. No Reino Unido, foi lançado pela Warner Bros. Pictures em 12 de janeiro de 2024.

### Mídia doméstica
The Boys in the Boat foi lançado para plataformas digitais em 16 de janeiro de 2024.

## Recepção

### Bilheteria
Nos Estados Unidos e Canadá, The Boys in the Boat foi lançado ao lado de Ferrari e A Cor Púrpura, e foi projetado para arrecadar US$ 2 a 3 milhões em 2.557 cinemas em seu primeiro dia. Acabou arrecadando US$ 5,7 milhões, terminando em quarto lugar nas bilheterias. No fim de semana seguinte, o filme arrecadou US$ 8,3 milhões, terminando em sexto lugar nas bilheterias e totalizando US$ 21,9 milhões na primeira semana de lançamento. No segundo fim de semana do filme arrecadou US$ 6 milhões, terminando em sexto.

### Crítica
No site agregador de críticas Rotten Tomatoes, 57% das 154 resenhas dos críticos são positivas, com uma classificação média de 5.8/10. O consenso do site diz: "The Boys in the Boat conta sua inspiradora história verdadeira com coração e habilidade sólida, mas a abordagem solidamente tradicional do diretor George Clooney impede que deixe muito impacto." O Metacritic, que usa uma média ponderada, atribuiu ao filme uma pontuação de 54 em 100, baseado em 35 críticos, indicando críticas "mistas ou médias". O público pesquisado pelo CinemaScore deu ao filme uma nota média de "A" em uma escala de A+ a F, enquanto o PostTrak relatou que 86% dos espectadores deram uma pontuação positiva.
Sheri Linden, do The Hollywood Reporter, escreveu, "Às vezes, The Boys in the Boat poderia ter usado mais vantagem. Mas, como os Huskies, ele dá conta do recado, às vezes tropeçando, mas principalmente seguro." Bilge Ebiri, do Vulture, chamou o filme de "um filme esportivo pouco vistoso, mas elegante, de azarão, contado com fluidez e montado com elegância." Jordan Hoffman, do The Messenger, deu ao filme uma pontuação de 6.2/10, escrevendo, "'É um pouco antiquado' é a principal conclusão que mais tenho de The Boys in the Boat, e o que isso realmente significa é baixo risco, relaxante e previsível, mas também basicamente bom."
Brian Lowry, da CNN, escreveu: "o filme realmente não consegue escapar do arrasto de sua familiaridade sincera, remando em uma faixa intermediária que não rivaliza com os praticantes mais emocionantes deste gênero desgastado." Peter Bradshaw, do The Guardian, deu ao filme 2/5 estrelas, escrevendo: "Clooney é capaz de colocar muito mais no placar; parece uma exibição de museu animatrônico."